# Koondrook Tramway
| Zweiachsige Vertikalkessel-Dampflokomotive der Sentinel Waggon Works, Shropshire (vermutlich Hersteller-Nr. 5766) Haltestelle, vermutlich in Yeoburn, 1935                       |                        |                                     |                                     |
| Ehemaliger Streckenverlauf |                        |                                     |                                     |
| Streckenlänge: | 22,43 km               |                                     |                                     |
| Spurweite: | 1600 mm (Irische Spur) |                                     |                                     |
| |                        |                                     |                                     |
| \| \| \| Kerang Piangil Line Bendigo–Piangil \| \| \| \| Kerang \| \| \| \| Yeoburn \| \| \| \| Hinkson’s \| \| \| \| Gannawarra \| \| \| \| Yeoburn \| \| \| \| Koondrook[1] \| |                        |                                     |                                     |
| Bahnhof quer |                        | Kerang Piangil Line Bendigo–Piangil | Kerang Piangil Line Bendigo–Piangil |
| Kopfbahnhof Streckenanfang (Strecke außer Betrieb) |                        | Kerang                              | Kerang                              |
| Haltepunkt / Haltestelle (Strecke außer Betrieb) |                        | Yeoburn                             | Yeoburn                             |
| Haltepunkt / Haltestelle (Strecke außer Betrieb) |                        | Hinkson’s                           | Hinkson’s                           |
| Haltepunkt / Haltestelle (Strecke außer Betrieb) |                        | Gannawarra                          | Gannawarra                          |
| Haltepunkt / Haltestelle (Strecke außer Betrieb) |                        | Yeoburn                             | Yeoburn                             |
| Kopfbahnhof Streckenende (Strecke außer Betrieb) |                        | Koondrook                           | Koondrook                           |

Die Koondrook Tramway war eine 22,43 km lange Breitspur-Kleinbahn mit einer Spurweite von 1600 mm (5 Fuß 3 Zoll) von Kerang am Loddon River nach Koondrook am Murray River im nördlichen Victoria in Australien.

## Bau

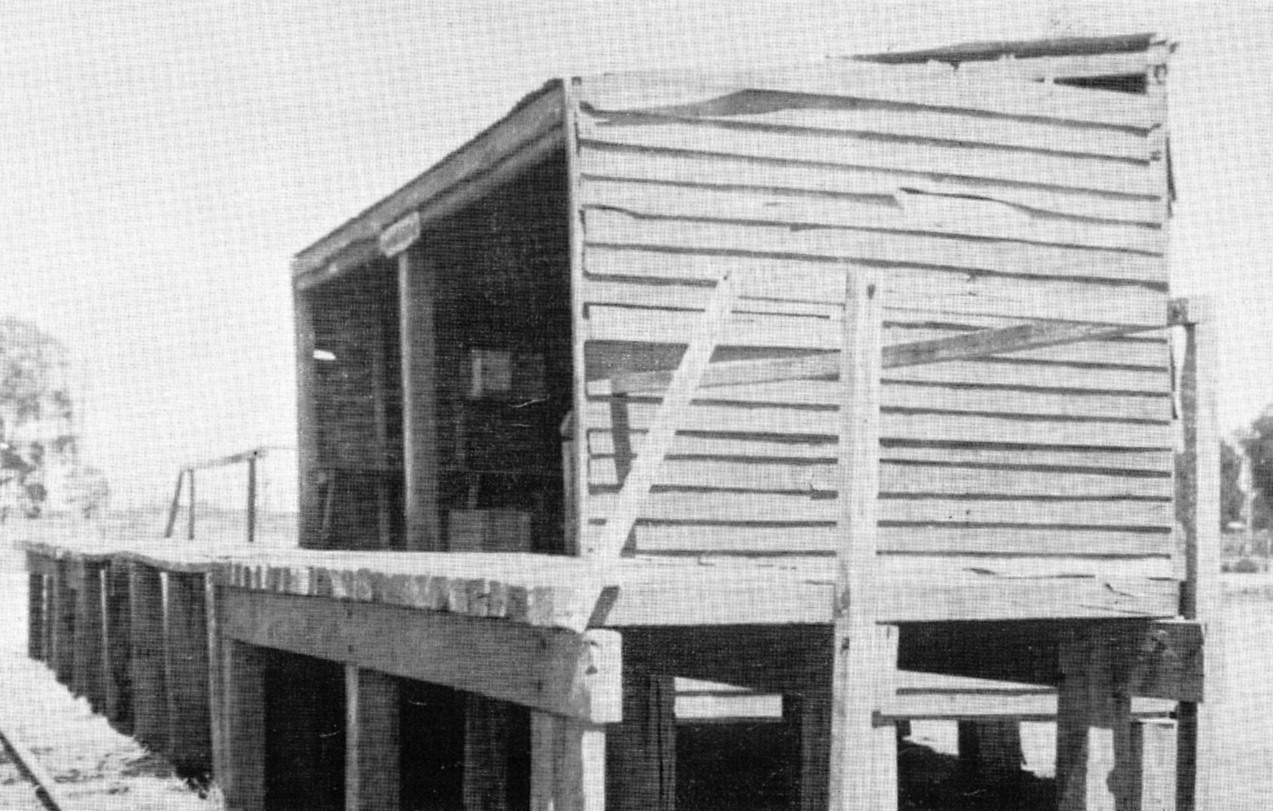
Haltestelle Ganawarra

Die Strecke führte über ebenes Land. Es gab 22 Brücken mit einer Länge von 1,8 bis 68,6 m sowie viele Wasserdurchlässe. Die Stahlschienen der fest verlegten Gleise hatten ein Metergewicht von 27,5 kg/m (55 Pfund pro Yard). Die Gesamtkosten, einschließlich der Schienenfahrzeuge, beliefen sich auf etwa 25.000 £.
Der Bauvertrag wurde an die Firma D. Munro & Co vergeben, die die fertiggestellte Strecke dem Shire Council fristgerecht drei Tage vor Ende der Vertragslaufzeit übergab.

## Eröffnung
Die Koondrook Tramway wurde am 19. Juli 1998 als erste Kleinbahn, die aufgrund des Gesetzes zum Bau von Kleinbahnen durch lokale Behörden (The Tramways in Country Districts Act von 1886) gebaut wurde, feierlich eröffnet. Es fand ein Bankett mit über 200 geladenen Gästen aus dem ganzen Land statt.

## Betrieb
Das Hauptverkehrsaufkommen bestand anfangs aus Holz und landwirtschaftlichen Produkten. Um 1917 verkehrte nur an Freitagen morgens und abends je ein Personenzug, der für die einfache Strecke eine Stunde benötigte. Die Victorian Railways übernahmen die Strecke 1952 und bauten eine neue Haltestelle in Teal Point, insbesondere für den Schulverkehr mit einem 102 PS Walker-Schienenbus. Der Schienenbusverkehr wurde am 16. Dezember 1976 eingestellt.

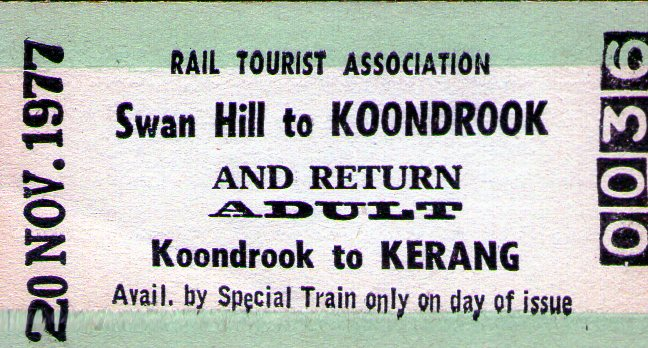
Fahrkarte der Sonderfahrt vom 20. November 1977

Am 20. November 1977 wurde die Strecke im Rahmen einer Sonderfahrt der Rail Tourist Association von einem Personenzug im Ausflugsverkehr befahren. Sie wurde schließlich am 3. März 1981 offiziell außer Betrieb genommen.